# Сити (ТВ емисија)
Сити (City) је култна емисија кратке форме која се приказује на Народној ТВ, односно која се приказивала на телевизији Пинк. Прва епизода емитована је 4. децембра 1996. године. Слична је страним форматима као што је Top of the Pops, и део емисија су чиниле колажне вести о естрадном свету, по неки мини интервју са јавним личностима, музичарима, глумцима и слично, као и топ листа највећих музичких хитова за тај дан или недељу (углавном ограничена на поп музику, и извођаче матичне издавачке куће Сити Рекордс). Главни аутор емисије је био Бошко Јаковљевић, а кроз емисију је прошао велики број водитеља који су постали препознатљива тв лица, и који су такође водили и друге емисије везане за Сити рекордс, попут Сити клуба (емисија у којој су извођачи пред публиком у Сава центру представљали своје синглове, углавном на плејбек), Ситиманије, али и дечије верзије Ситија, назване Сити кидс.
Водитељи емисије:
- Бошко Јаковљевић, водитељ, манекен и модни дизајнер
- Станко Шкугор, касније се одселио у Норвешку и докторирао пољопривредне науке.[2]
- Бојана Николић Јанковић, супруга Огњена Јанковића из бенда Београдски синдикат.[3]
- Биљана Обрадовић, новинарка која је касније имала своју ауторску емисију Биљана за вас, а потом је постала портпарол ФК Партизан.
- Марија Маћић, супруга кошаркаша Драгана Тарлаћа.
- Александра Јефтановић, новинарка и водитељка ријалитија Фарма
- Владимир Станојевић, друга постава
- Томислав Милић[4], друга постава 2008-2013
- Ивана Балтић
- Рената Милићевић
- Радмила Раденовић
- Адриана Чортан
- Ирена Караклајић
- Ана Пендић Радош
- Марија Мачић
- Снежана Ђорђевић
- Ива Смиљанић
- Никола Миливојевић
- Тања Поповић
- Нина Крстић
- Игор Бећорић
- Вук Вукићевић
- Вања Миловановић
- Гордана Ђокић
- Тијана Прича